# فريدريك ميندي
فريدريك ميندي (بالفرنسية: Frédéric Mendy) (مواليد 18 نوفمبر 1988) هو لاعب كرة قدم غيني بيساوي فرنسي-الميلاد، يلعب كمهاجم لصالح نادي ألسان هيونداي.

## روابط خارجية
- قالب:ForaDeJogo
- فريدريك ميندي على موقع دوري كوريا الجنوبية (الإنجليزية)
- فريدريك ميندي على موقع قاعدة بيانات كرة القدم.إي يو (الإنجليزية)
- فريدريك ميندي على موقع ناشيونال فوتبول تيمز (الإنجليزية)
- فريدريك ميندي على موقع Soccerway.com (الإنجليزية)
- فريدريك ميندي على موقع عالم كرة القدم.نت (الإنجليزية)
- فريدريك ميندي على موقع AS.com (الإسبانية)
- قالب:K League player